# Kukawa
Pour les articles homonymes, voir Kouka.
Kukawa (anciennement Kouka) est une ville et une zone de gouvernement local de l'État de Borno au Nigeria,.

## Histoire

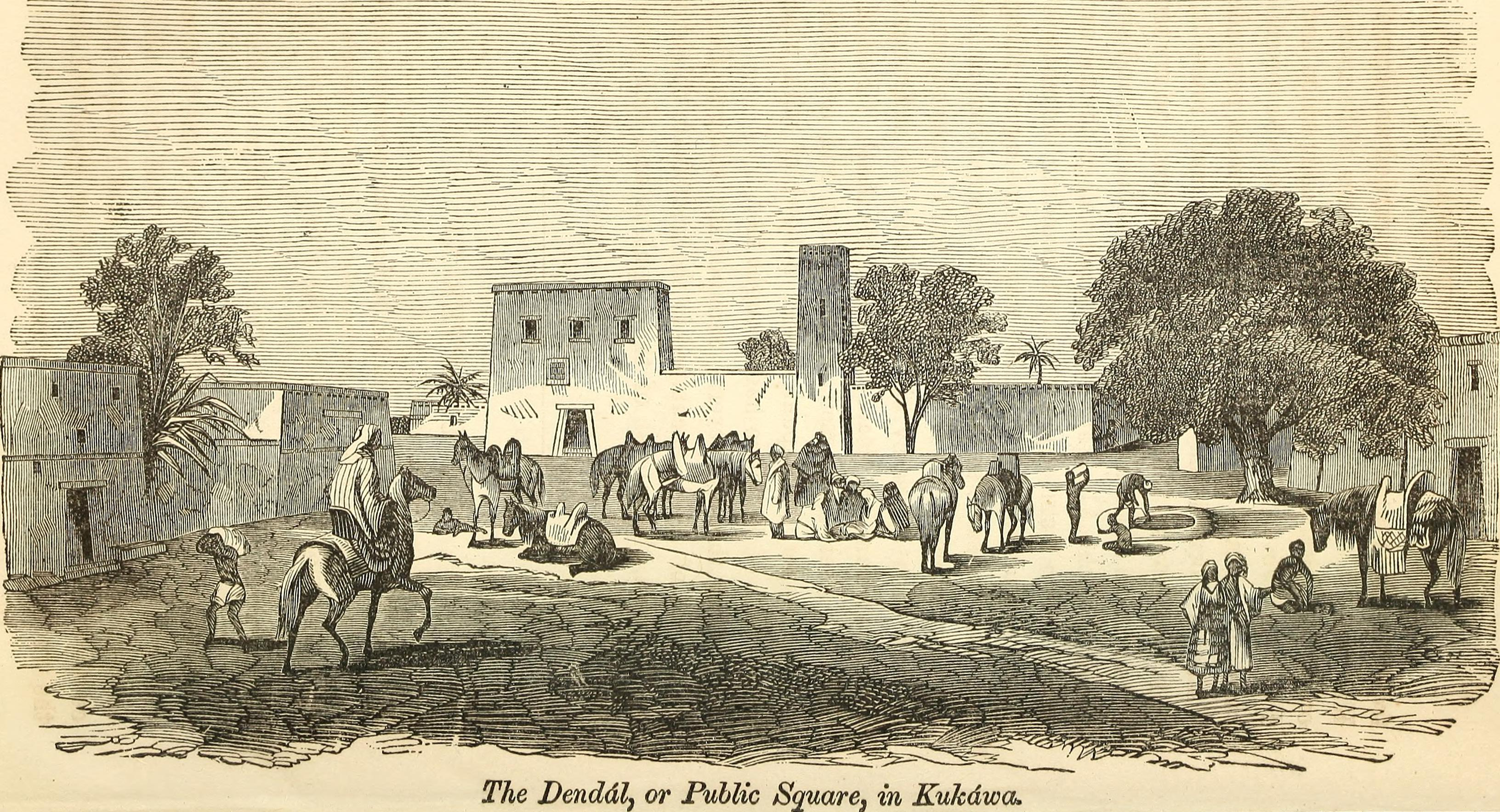
Estampe extraite de Travels and discoveries in North and Central Africa, par Heinrich Barth, publiée en 1859.

La ville est fondée par Mohamed al-Amin al-Kanouri el-Kanémi, en 1814, comme capitale du royaume du Kanem-Bornou, après la chute de Ngazargamu.
En 1893, elle est pillée par l'usurpateur Rabah, qui installe sa capitale à Dikoa. En 1902, Kukawa est reprise par la dynastie El-Kanémi, qui installe au pouvoir Ali ibn Ibrahim Bukarmi Jarbay.
Depuis 2009, le shehu est Abubakar Ibn Umar Garba.
En août 2020, une centaine de personnes originaires de Kukawa est l'objet de séquestration par des membres de l'État islamique en Afrique de l'Ouest, alors que la population était revenue après deux ans en camp de réfugiés pour fuir la guérilla djihadiste.